# Max Ammermann
Max Heinrich Ammermann (ur. 5 listopada 1878 w Hamburgu, zm. ?) – niemiecki wioślarz, uczestnik igrzysk w 1900. Był sternikiem osady klubu  Favorite Hammonia, która zdobyła brązowy medal w czwórce ze sternikiem.